# 이주연 (농구 선수)
이주연(1998년 5월 29일 ~ )은 대한민국의 농구 선수이다. 한국여자프로농구(WKBL) 용인 삼성생명 블루밍스 소속으로 포지션은 콤보 가드이다.

## 경력
2016년 10월에 열린 2017 WKBL 신입선수 선발회에서 1라운드 전체 2순위로 용인 삼성생명 블루밍스에 지명되었다. 데뷔 2년차인 2017-18 시즌 종료 후 WKBL 신인선수상을 수상하였다.

## 기록
| 시즌    | 팀                     | G  | MPG   | 2P%  | 3P%  | FT%  | RPG  | APG  | SPG  | BPG  | PPG   |
| ------- | ---------------------- | -- | ----- | ---- | ---- | ---- | ---- | ---- | ---- | ---- | ----- |
| 2016-17 | 용인 삼성생명 블루밍스 | 11 | 12:28 | 43.8 | 33.3 | 33.3 | 1.27 | 0.73 | 1.09 | 0.00 | 2.91  |
| 2017-18 | 용인 삼성생명 블루밍스 | 22 | 12:20 | 46.5 | 16.7 | 42.9 | 1.18 | 1.05 | 0.68 | 0.00 | 3.05  |
| 2018-19 | 용인 삼성생명 블루밍스 | 30 | 15:13 | 44.9 | 27.4 | 70.6 | 1.60 | 1.17 | 0.63 | 0.00 | 4.83  |
| 2019-20 | 용인 삼성생명 블루밍스 | 26 | 25:32 | 37.5 | 18.5 | 91.7 | 2.50 | 2.04 | 1.04 | 0.15 | 5.50  |
| 2020-21 | 용인 삼성생명 블루밍스 | 22 | 15:52 | 29.6 | 22.2 | 25.0 | 1.41 | 1.23 | 0.50 | 0.05 | 2.59  |
| 2021-22 | 용인 삼성생명 블루밍스 | 28 | 32:36 | 46.5 | 34.5 | 77.8 | 4.79 | 3.36 | 1.46 | 0.18 | 10.68 |

## 수상
- WKBL 신인선수상: 2018

## 사생활
동생 이채은도 한국여자프로농구 부천 KEB하나은행에서 뛰고 있다.